# 1723
| 1723                   |
| ---------------------- |
| Dødsfald - Fødsler     |
| • Begivenheder • Musik |

| Gregoriansk kalender | 1723 MDCCXXIII          |
| Ab urbe condita      | 2476                    |
| Armensk kalender     | 1172 ԹՎ ՌՃՀԲ            |
| Kinesiske kalender   | 4419 – 4420 壬寅 – 癸卯 |
| Etiopisk kalender    | 1715 – 1716             |
| Jødisk kalender      | 5483 – 5484             |
| Hindukalendere       |                         |
| - Vikram Samvat      | 1778 – 1779             |
| - Shaka Samvat       | 1645 – 1646             |
| - Kali Yuga          | 4824 – 4825             |
| Iransk kalender      | 1101 – 1102             |
| Islamisk kalender    | 1135 – 1136             |

Konge i Danmark: Frederik 4. 1699-1730
Se også 1723 (tal)

## Begivenheder
- Første registrerede udbrud af vulkanen Irazú i Costa Rica
- 5. marts - Den norske amtmand Poul Juel dømmes for majestætsforbrydelse af højeste grad. Poul Juel havde sammen med svenskerne - og i samråd med Ruslands gesandt i Danmark - lagt planer om et russisk angreb på Grønland, der også skulle medføre, at Færøerne, Island og Norge blev løsrevet fra Danmark

## Født
- 5. juni – Adam Smith, britisk/skotsk økonom og moralfilosof
- 31. marts – Frederik 5., dansk konge (død 1766).
- 16. juli – Joshua Reynolds Maler og medstifter af Royal Academy

## Dødsfald
- Christian Siegfried von Plessen – statsmand, gehejmeråd, amtmand og godsejer i Mecklenburg.